# Gretchen Whitmerová
Gretchen Esther Whitmerová (nepřechýleně Whitmer; * 23. srpna 1971 Lansing, Michigan) je americká politička, od roku 2019 guvernérka státu Michigan. Je členkou Demokratické strany, již reprezentovala v Kongresu státu Michigan v letech 2001–2006 a následně v michiganském Senátu v letech 2006 až 2015.

## Mládí a vzdělání
Narodila se v roce 1971 v hlavním městě státu Michigan v Lansingu. Jejími rodiči byli advokáti Sharon H. Reisigová a Richard Whitmer. V jejích deseti letech se rodiče rozvedli a Gretchen se se sourozenci a matkou přestěhovali do města Grand Rapids. Jejich otec je pravidelně navštěvoval, sám bydlel v Detroitu.
Maturovala na střední škole Forest Hills Central ve městě Ada Township, v blízkosti Grand Rapids. Následně vystudovala magisterské a doktorské studium na Michiganské státní univerzitě. V roce 1998 získala titul doktor práv.

## Politické působení

### Působení na státní úrovni
V devadesátých letech neúspěšně kandidovala za Demokratickou stranu do michiganské státní Sněmovny reprezentantů. V roce 2000 kandidovala znovu a byla zvolena v okrese Genesee County. V roce 2002 kandidovala ve vedlejším volebním okrsku a znovu uspěla. Mandát obhájila i ve volbách roku 2004.
V březnu 2006 uspěla v doplňovacích volbách do michiganského státního Senátu. V řádných volbách z listopadu 2006 byla znovuzvolena. Mandát obhájila i v senátních volbách v roce 2010. V roce 2011 ji demokratičtí senátoři zvolili předsedkyní senátního klubu, coby historicky první ženu. Kvůli omezení počtu volebních období již následně nemohla znovu kandidovat a Senát opustila v roce 2015. Roku 2013 se jí dostalo celonárodní mediální pozornosti, když se svěřila s tím, že byla obětí sexuálního napadení. Svůj příběh odvyprávěla během projednání práva na potrat, přičemž hájila právo na potrat při otěhotnění po znásilnění.

### Obvodní soud
V květnu 2016 byla jmenována dočasnou okresní prokurátorkou, poté, co byl její předchůdce Stuart Dunnings zatčen. V úřadu se zaměřila na nastavení nových procesů při prověřování případů domácího násilí a sexuálního násilí. Současně měla za úkol provést kontrolu dopadů působení Dunningse v úřadu, přičemž neshledala vážná pochybení. Její mandát vypršel v prosinci 2016.

### Funkce guvernérky Michiganu
V lednu 2017 ohlásila, že bude kandidovat ve volbách na guvernérku státu Michigan konaných v roce 2018. V srpnu 2018 s přehledem vyhrála primárky Demokratické strany, a to i přesto, že proti ní Republikáni v červenci rozjeli kampaň, ve které ji nařkli z toho, že podporuje hnutí Abolish ICE, které požaduje zrušení imigračního úřadu. Whitmerová to ovšem popřela. Ve svém programu slíbila, že se v případě zvolení bude věnovat rozvoji škol a státní infrastruktury. Jejím soupeřem se ve volbách stal Republikán Bill Schuette, v té době státní generální prokurátor. Vítězkou se však stala ona v poměru hlasů 53,3 % ku 43,8 %. 
V roce 2022 úspěšně obhájila svůj mandát, když porazila Republikánku Tudor Dixonovou (54,5 % hlasů ku 43,9 % hlasů). 
V únoru 2020 byla Demokratickou stranou vybrána, aby pronesla stranickou odpověď na každoroční Zprávu o stavu Unie prezidenta Donalda Trumpa. 8. října 2020 oznámilo FBI, že odvrátilo pokus o únos guvernérky.

#### Covid-19
Během jejího mandátu vypukla v roce 2020 pandemie covidu-19. Whitmerová již v březnu 2020 vyhlásila lockdown, s čímž dle průzkumů souhlasilo 69 % obyvatel státu Michigan. Již v dubnu 2020 ale došlo na další zpřísnění opatření, proti čemuž demonstrovali konzervativci a příznivci Michigan Conservative Coalition. Podpora jejích kroků klesla v dubnu na 57 %. Později vetovala návrh předpisu, který měl přestěhovat nakažené osoby z pečovatelských domů do separátních zařízení.
V březnu 2021 sklidila kritiku za to, že během opatření proti šíření nákazy odletěla na Floridu navštívit svého nemocného otce. Důvodem kritiky bylo, že Whitmerová nedodržela během cesty vlastní opatření. Další kritiku sklidila v květnu téhož roku poté, co byla zveřejněna fotografie, která zachytila ji a skupinu lidí, kteří byli bez roušek v baru, což porušovalo platná nařízení. Whitmerová se za to později omluvila.

#### Potraty
V roce 2021 začala připravovat legislativu, která měla zvrátit 90 let starý zákon zakazující potraty v Michiganu. Současně se připravovala na případné zvrácení rozsudku Nejvyššího soudu USA Roe vs. Wade, ke kterému v roce 2022 skutečně došlo. V dubnu 2023 podepsala zákon, který zrušil zákaz potratů na území státu.

#### Legalizace marihuany
V roce 2018, během své kandidatury na post guvernérky, promluvila na výroční manifestaci Hash Bash. Během své řeči podpořila záměr legalizace marihuany ve státě Michigan. V listopadu 2018 byla legalizace rekreačního užívání marihuany rozhodnuta v referendu. Následně byl přijat zákon, který vstoupil v účinnost v prosinci 2018 a umožnil užívat a pěstovat marihuanu občanům starším 21 let věku.

#### Vzdělávání
Whitmerová uvedla, že by ráda zavedla všeobecnou docházku do celodenních školek pro čtyřleté děti. Současně navrhla, aby všem studentům středních škol byly nabídnuty bezplatně dva roky vysokoškolského nebo vyššího odborného vzdělání. 
V roce 2019 zavedla program Michigan Reconnect, který se zaměřuje na podporu zvyšování kvalifikace zaměstnanců. Cílem bylo, aby do roku 2030 mělo 60 % obyvatel Michiganu v produktivním věku certifikovanou kvalifikaci nebo absolvovanou vysokou školu. Program poskytuje pro zájemce bezplatné kurzy. Do roku 2023 se do programu zapojilo 113 000 osob.
Roku 2020 spustila program Futures for Frontliners, který zajišťuje bezplatné studium zakončené získáním přidruženého titulu nebo profesního titulu. Do roku 2021 se do programu přihlásilo 120 000 osob.
V roce 2022 podepsala legislativu ustanovující Michigan Achievement Scholarship s rozpočtem 560 milionů dolarů. Program poskytuje stipendia pro studium vysokých škol.

#### Životní prostředí
Whitmerová nařídila uzavření hlavních michiganských ropovodů a podporuje obnovitelné zdroje energie. Za tyto postoje ji ocenil například Sierra Club. Současne podporuje industrializaci michiganského venkova. Proti tomu se ovšem ohradila organizace National Wildlife Federation, která obhajuje konzervaci přírody.

#### Regulace zbraní
Roku 2019 byla mezi jedenácti guvernéry, kteří požadovali přísnější regulaci držení palných zbraní. V lednu 2021 volala po zákazu držení všech zbraní v budově michiganského státního Kapitolu, a to v reakci na ozbrojené protestující z dubna 2020, kteří protestovali proti státní politice boje s covidem-19. 

#### Zdravotní péče
Whitmerová podporuje rozvoj dostupné zdravotní péče. Podpořila například rozšíření vládního programu zdravotního pojištění Medicaid. Současně slíbila, že se bude snažit snížit ceny léků na předpis a posílí odpovědnost výrobců léčiv vůči dopadům negativních vedlejších účinků léků. Dále spustila program Healthy Moms Healthy Babies, jehož cílem je snížit úmrtnost dětí při porodu mezi nízkopříjmovými skupinami obyvatel. V roce 2022 podepsala legislativu, kterou dojde ke snížení cen léků. Ta současně nařídila lékárníkům sdělovat zákazníkům informace o levnějších lécích s požadovanými účinky.

#### Imigrace
Roku 2019 zrušila sjednávaný prodej bývalé státní věznice do soukromých rukou. Budova měla začít sloužit jako detenční centrum pro uprchlíky. Whitmerová uvedla vysvětlení, že nebyly podány garance, že by členové zadržených rodin nebyli drženi odděleně.
V roce 2021 Whitmerová deklarovala, že Michigan je připraven přijmout afghánské uprchlíky, kteří opustili zemi v důsledku dobytí Kábulu Tálibánem po ukončení války v Afghánistánu. Připomínala přitom bohatou historii multikulturalismu v Michiganu.

#### Infrastruktura
Během své volební kampaně používala slogan „fix the damn roads“ („opravte ty zatracené silnice“). Po zvolení zajistila zvýšení financování oprav silnic a mostů. Během výkonu jejího mandátu došlo k opravě 16 000 mil silnic a 1 200 mostů. Roku 2020 představila program Rebuilding Michigan, který alokoval 3,5 miliardy dolarů pro 120 infrastukturních projektů realizovaných v dalších pěti letech. V roce 2022 podepsala dohodu v hodnotě 5 miliard dolarů na rozvoj infrastruktury. Další 2 miliardy dolarů byly investovány do vodovodů a do opatření proti znečišťování pitné vody.

#### Práva LGBT
V roce 2018 se postavila za rozšíření garancí ze zákona Elliott-Larsen Civil Rights Act. Současně v pozici guvernérky vydala příkaz posilující zákaz diskriminace příslušníků LGBT komunity. Za to ji v roce 2022 ocenila nezisková organizace Human Rights Campaign. V roce 2023 podepsala předpis rozšiřující garance Elliott-Larsen Civil Rights Act na oblasti sexuální orientace a genderové identity.

## Osobní život
Whitmerová a její první manžel, Gary Shrewsbury, spolu mají dvě děti. V roce 2011 se znovu provdala, tentokrát za zubaře Marca P. Malloryho, který již měl tři děti ze svého předchozího manželství.